# Rövidcsőrű flamingó
A rövidcsőrű flamingó (Phoenicoparrus jamesi) a madarak (Aves) osztályának flamingóalakúak (Phoenicopteriformes) rendjébe, ezen belül a flamingófélék (Phoenicopteridae) családjába tartozó faj.
Korábban a Phoenicopterus nembe sorolták, Phoenicopterus jamesi néven, azonban 2014-ben a  Phoenicoparrus nembe helyezték át.

## Neve és újra felfedezése
A madár a tudományos fajnevét, Harry Berkeley James, brit természettudósról kapta, aki elsőként tanulmányozta. Amellett, hogy közeli rokonságban áll az andoki flamingóval (Phoenicoparrus andinus), a két madár szimpatrikus közösségben él; azaz a két flamingófaj ugyanazon a helyen él, sőt ugyanott költ is. Korábban kihaltnak vélték, mígnem 1956-ban felfedezték egy elszigetelődött állományát.

## Előfordulása
Az Andok magas fennsíkjainak sós tavainál, Argentína, Chile, Bolívia és Peru területén honos.

## Megjelenése

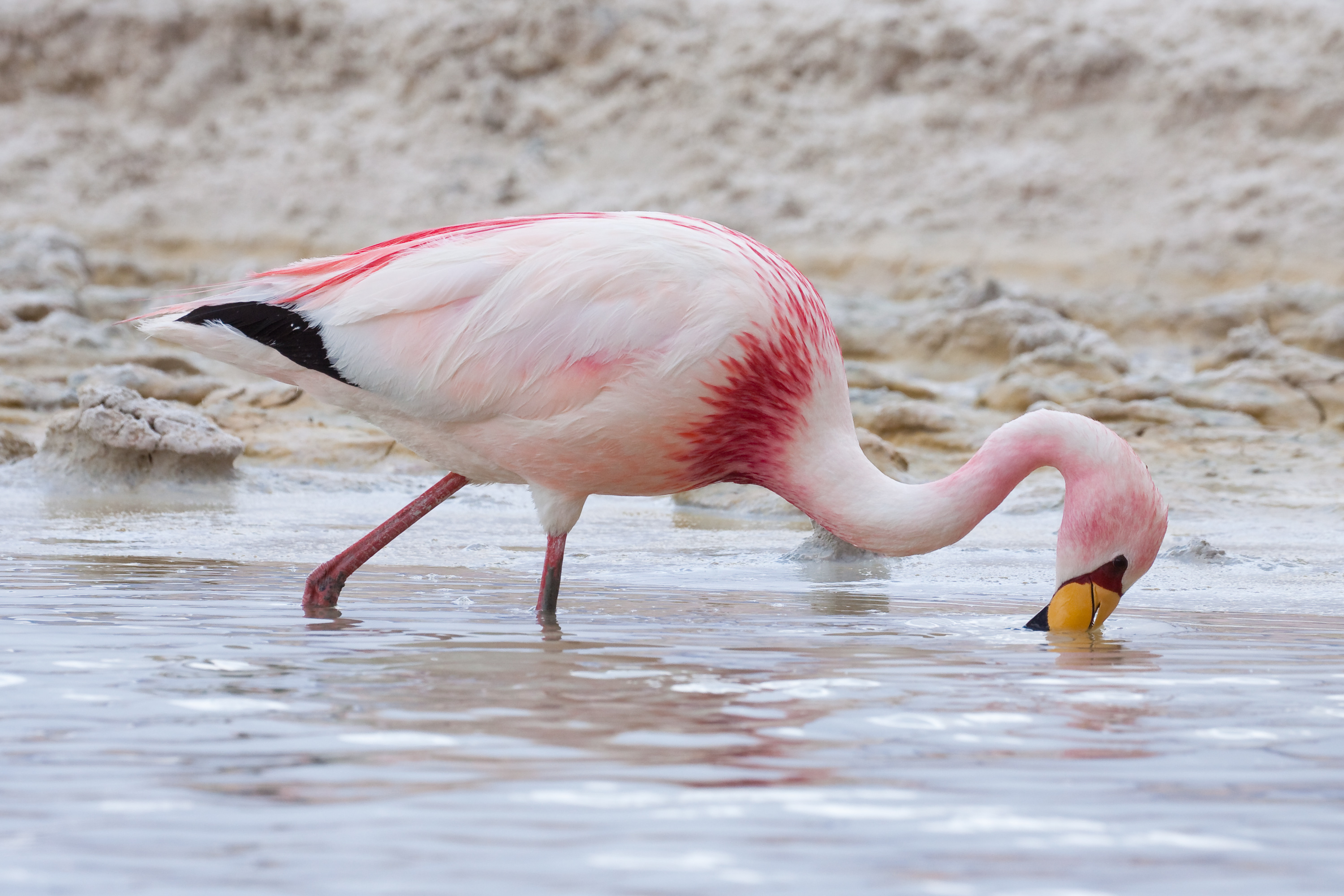
Táplálkozás közben

A madár hossza 90-92 centiméter; az andoki flamingónál is kisebb, viszont a testtömege 2 kilogramm. A nyaka nagyon hosszú, 19 darab nyakcsigolyából áll. A téglavörös lábai hosszúak és vékonyak; a térde nem látszik, a lába felső részén helyezkedik el. A tollazata világos rózsaszín, élénk kárminvörös csíkokkal. Evezőtollai feketék. A szemei körül élénk vörös, csupasz bőrrész van; a felnőttnél ez sárgává válik. A csőre sárga, fekete véggel. A flamingóknak általában három előrenéző ujjuk és egy hátrahajló ujjuk van; azonban a Phoenicoparrus-fajoknál ez utóbbi hiányzik. A fiatal madár szürke vagy fehér, csak 2-3 éves korában éri el a felnőtt színt.

## Életmódja
Társas madár, tápláléka többnyire kovamoszatokból (Diatomeae) és egyéb fitoplanktonokból áll.
Habár jól tud repülni, akár 60 km/órás sebességgel is; a szabad természetben sem vándorol túl messzire. Fogságban egyáltalán nem repül.

## Szaporodása
Az ivarérettséget 6 évesen éri el. Nem költ rendszeresen, van hogy ki-kihagy egy évet. Az udvarlási szertartás alatt, a hímek csoportba gyűlnek össze és „topogó táncot” járnak a tojók kedvéért. A tojó miután kiszemelte a kiválasztottját, elcsalja a hímet a csoporttól és kicsit távolabb párosodnak. A tojó az egyetlen tojását egy kis tűzhányó alakú kiemelkedésre rakja le. Ez a kiemelkedő fészek sárból, ágakból és egyéb anyagokból készül. A tojáson mindkét szülő kotlik, körülbelül 26-31 napon keresztül. A fióka a tojásfog segítségével bújik ki a tojásból. Kikelésekor, a fióka csőre egyenes és vörös színű; ahogyan nő úgy kezd hajlottá és sárgává válni. Életének első évében szürke a szeme.

## Képek

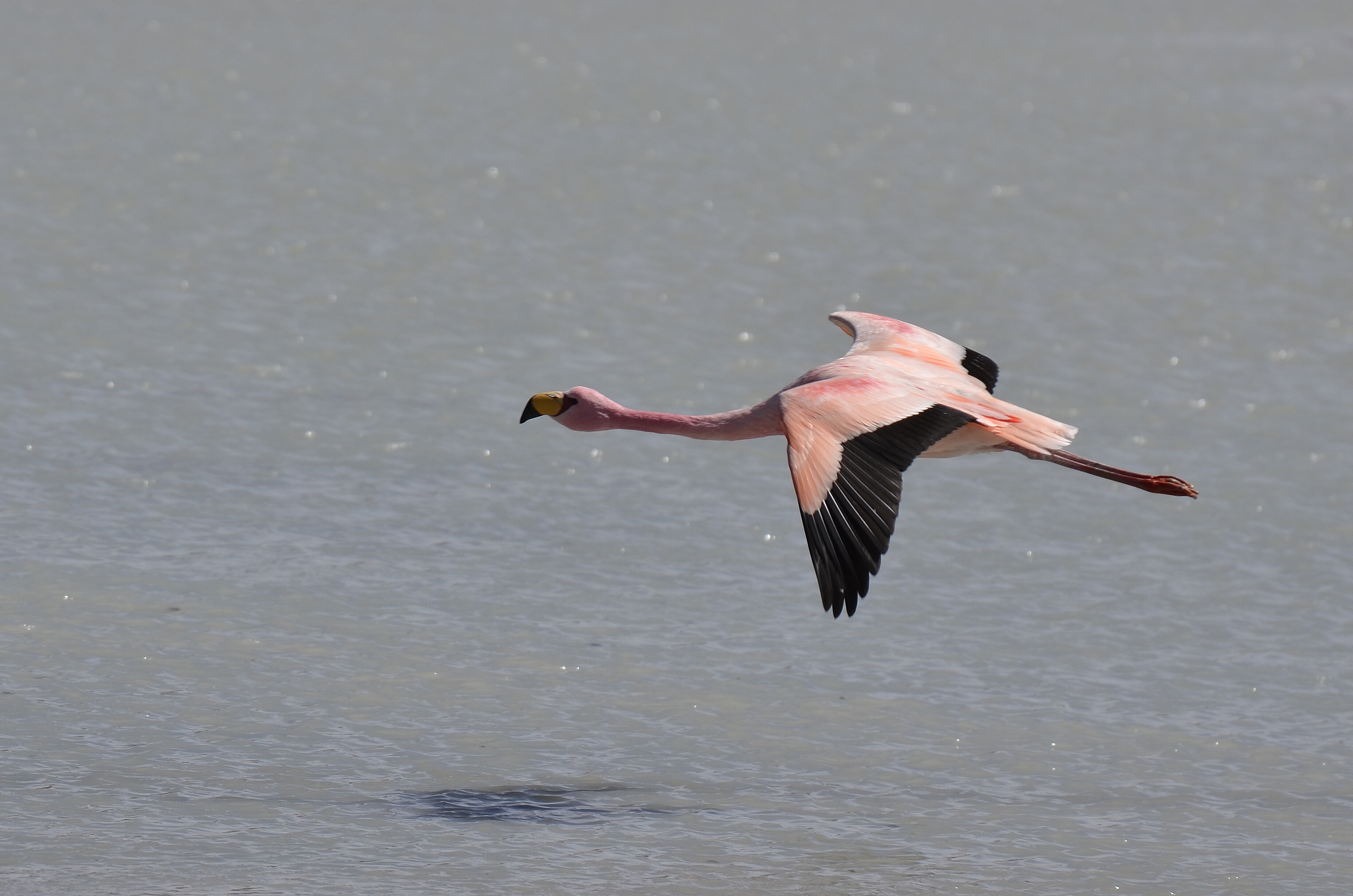
Röptében
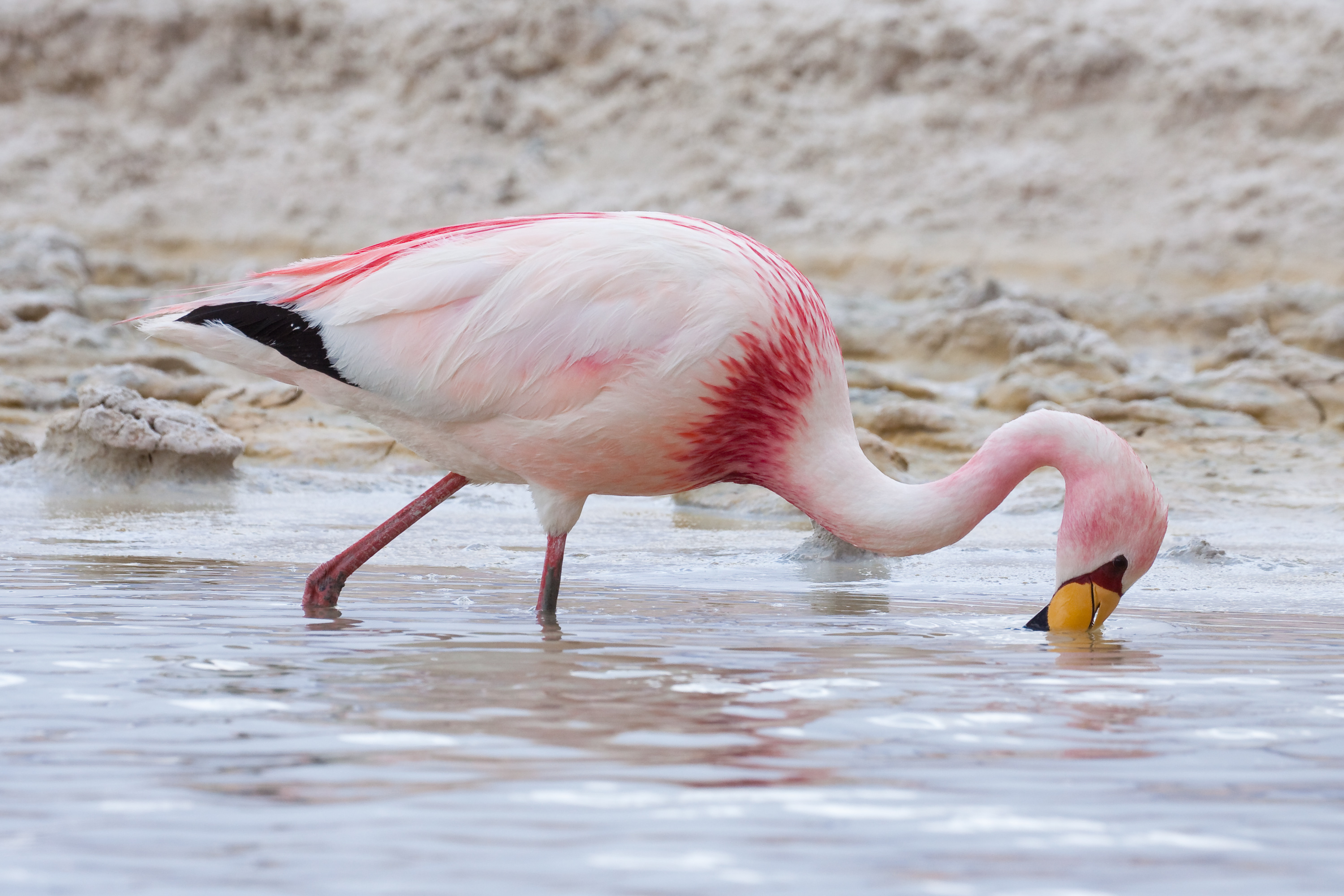
Táplálkozó példány
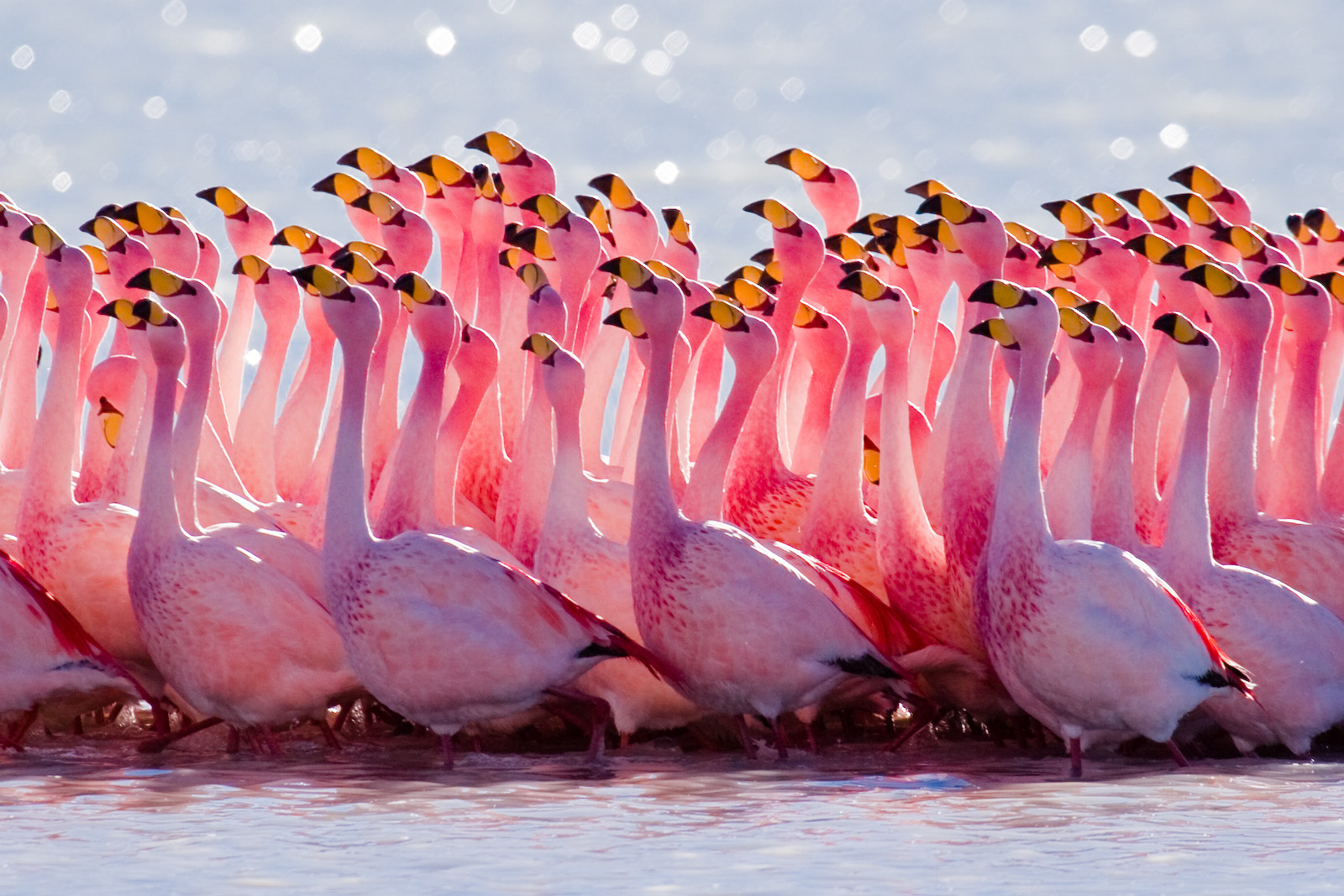
A „csoporttánc” közben
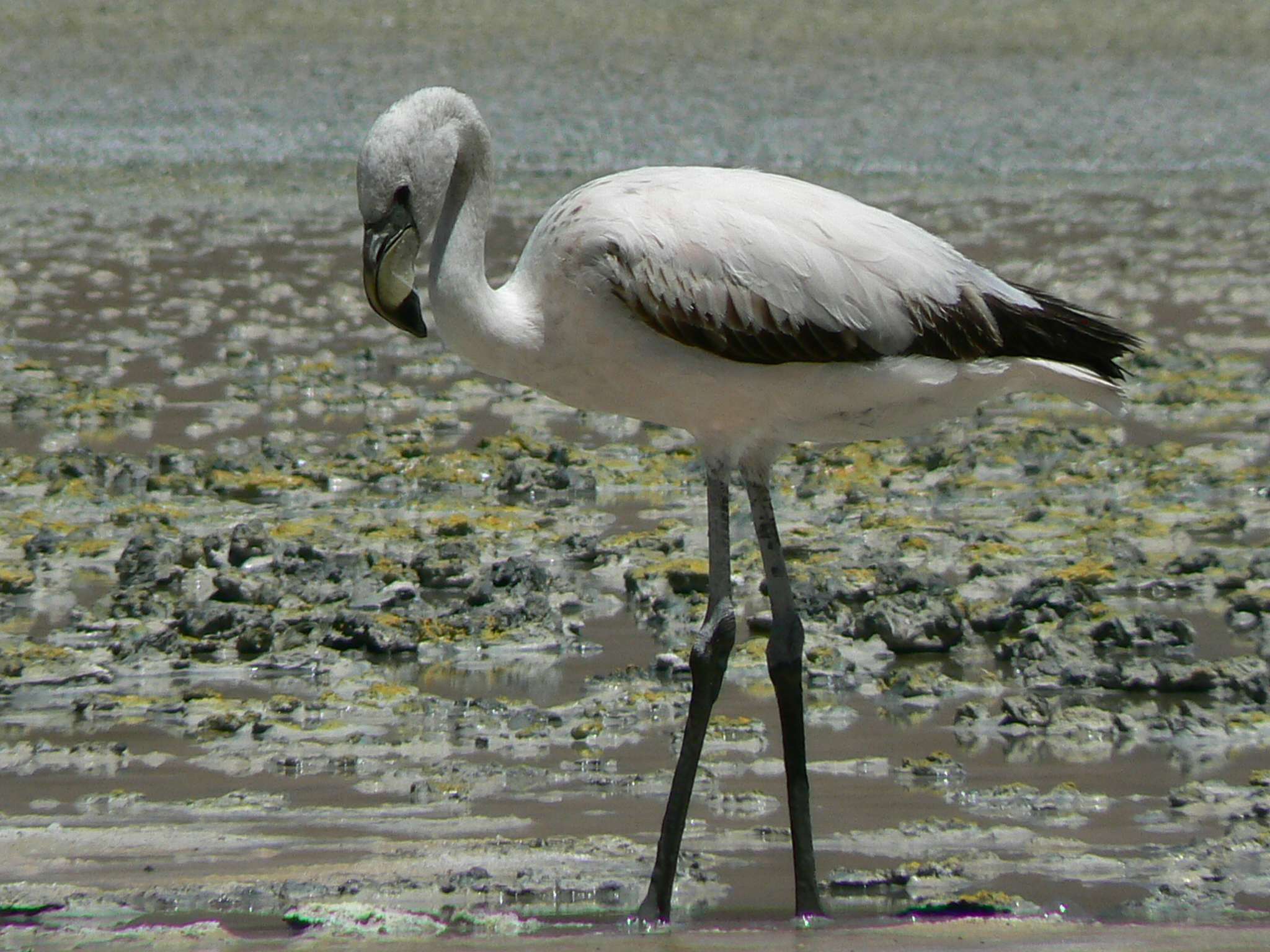
Fiatal egyed

### Fordítás
- Ez a szócikk részben vagy egészben  a   James's flamingo című angol Wikipédia-szócikk ezen változatának fordításán alapul.  Az eredeti cikk szerkesztőit annak laptörténete sorolja fel. Ez a jelzés csupán a megfogalmazás eredetét és a szerzői jogokat jelzi, nem szolgál a cikkben szereplő információk forrásmegjelöléseként.